# Maixa Brúskina

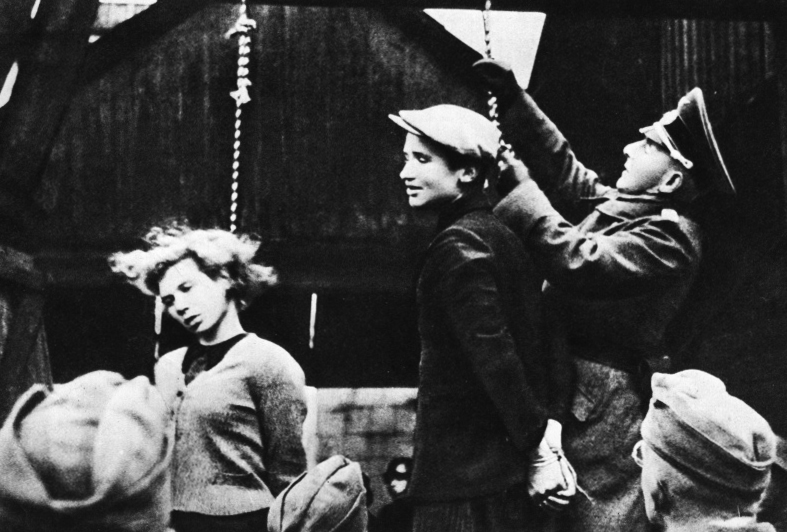
Execució de Maixa Brúskina (17 anys) i Volodia Sxerbàtsevitx (16 anys)

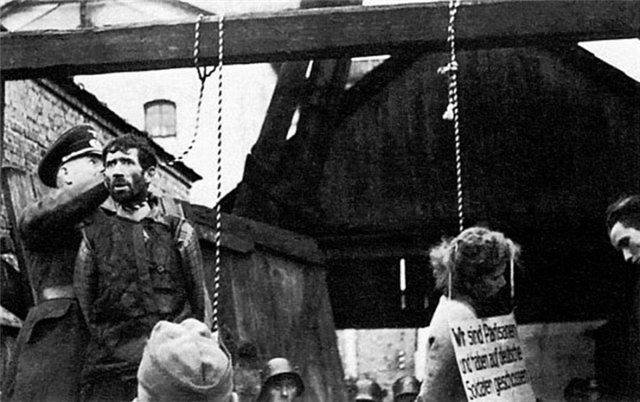
Execució de Kiril Ivànovitx Trússov

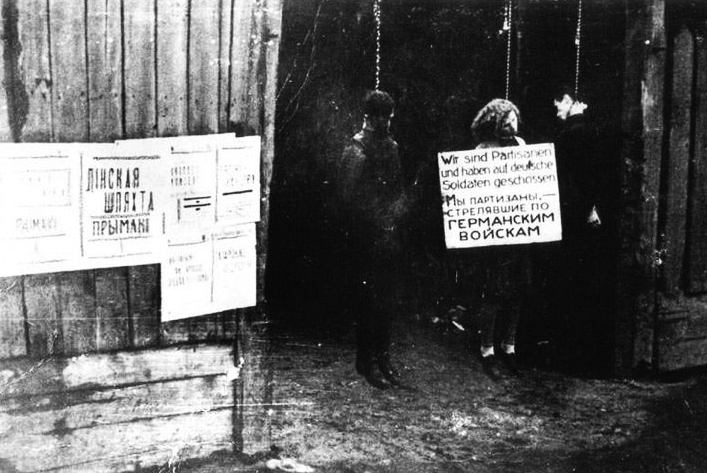
Els tres partisans executats el 26 d'octubre de 1941

Maria Boríssovna Brúskina (belarús: Марыя Барысаўна Брускіна; rus: Мария Борисовна Брускина), més coneguda com a Maixa Brúskina (belarús: Маша Брускіна; rus: Маша Брускина), (Minsk, 1924 - Minsk, 26 d'octubre de 1941) va ser una activista política comunista jueva soviètica.
L'octubre de 1941, durant l'ocupació de Belarús per l'Alemanya nazi, va ser capturada i executada pels nazis alemanys quan tenia 17 anys, juntament amb dos altres partisans (Vladímir Ivànovitx Sxerbàtsevitx, de 16 anys, i Kiril Ivànovitx Trússov, veterà de la Primera Guerra Mundial).

## Trajectòria

### Infància i joventut
Brúskina va néixer el 1924 a Minsk (segons altres fonts, a Vítsiebsk), RSS de Belarús, Unió Soviètica en el bressol d'una família jueva, que es va mudar amb els seus pares, Boris Davídovitx Bruskin i Leah Moiseevna Bugako, al gueto de Minsk, quan les tropes alemanyes van envair Belarús el 1941. Brúskina va viure a Minsk amb la seva mare, la gerent de productes de l'Oficina de Comerç de Llibres de Belarús, i va ser una gran lectora i bona estudiant. També va ser líder del Moviment de Pioners Vladímir Lenin i membre del comitè escolar del Komsomol, l'organització juvenil del Partit Comunista de la Unió Soviètica. El desembre de 1938, el periòdic Pioner Belorussi ('Пионер Белоруси') va publicar una fotografia seva amb la llegenda: «Maixa Brúskina - la col·legiala de vuitè grau a l'Escola núm. 28 de Minsk. Només té excel·lents notes en totes les matèries».
El juny de 1941 es va graduar a l'escola secundària i, com a militant comunista, es va unir a la resistència servint com a infermera per a soldats ferits de l'Exèrcit Roig a l'hospital de l'Institut Politècnic de Minsk, com també creant documents falsos perquè els soldats escapessin d'incògnit als boscos de la rodalia. A través d'amics, va portar medicines, embenatges, roba de civil i diversos documents a l'hospital. Així mateix, va aconseguir una càmera de fotografies i la va cedir al centre sanitari, gràcies a la qual es van produir documents falsos per subministrar als excombatents de l'Exèrcit Roig. A més, va distribuir els informes de l'Oficina d'Informació (Sovinformburó) sobre la situació en el front.
Amb bona part del territori ocupat pels nazis, es va decidir traslladar alguns dels ferits fora de l'hospital i travessar la primera línia de combat en diversos grups. En un d'aquests grups, liderat per Olga Fiódorovna Sxerbàtsevitx i el seu fill Vladímir «Volodia» Ivànovitx Sxerbàtsevitx, hi havia el soldat soviètic Boris Mikhàilovitx Rudzianko (nascut el 1913 al poble belarús de Toven, districte d'Orxa, província de Vítsiebsk). Rudzianko, que havia estat reclutat per von Jacobi com a empleat de l'ANST-Minsk, òrgan vinculat al servei d'inteligència militar alemany Abwehr, es va escapar del grup i va tornar a Minsk per col·laborar amb els ocupants alemanys amb la revelació de les identitats dels membres locals de la resistència. Tanmanteix, després de la Segona Guerra Mundial, va ser detingut per les autoritats soviètiques i, el 16 de maig de 1951, condemnat a mort i executat per traïció, en virtut de l'article 63-2 del Codi Penal de l'RSS de Belarús.

### Detenció i assassinat
El 16 d'octubre de 1941, a conseqüència de les denúncies de Rudzianko, tropes de la 707a Divisió d'infanteria de l'Exèrcit nazi i del 2n Batalló Schutzmannschaft, constituït per agents de la Policia Auxiliar Lituana i comandat pel major Antanas Impulevičius, la van detenir i torturar, però no va delatar a cap membre de la resistència. Finalment, Gustav Freiherr von Bechtolsheim (1889-1969), comandant de la 707a Divisió d'infanteria, la va condemnar a mort.
El 20 d'octubre de 1941, després de ser arrestada, va escriure una carta a la seva mare: «Em turmenta la idea que t'he causat una gran preocupació. No et preocupis. No m'ha passat res de dolent. Et juro que no tindràs més disgustos per culpa meva. Si pots, si us plau envia'm el meu vestit, la meva brusa verda i mitjons blancs. Vull anar vestida decentment quan surti d'aquí». Abans de ser executada enfront de les portes d'una fàbrica de llevat, va ser obligada a desfilar pels carrers de Minsk amb un cartell al voltant del coll, en rus i alemany, amb la següent inscripció: «Som partisans i hem disparat contra tropes alemanyes». Més endavant, Piotr Pàvlovitx Borisenko, un testimoni de l'execució va assegurar: «Quan la van posar al tamboret, la noia va girar la cara a la tanca. Els botxins volien que es quedés quieta amb la cara cap a la multitud, però es va girar i això va ser tot. No importa les vegades que van intentar empènyer i girar-la, ella va romandre dreta d'esquena a la multitud. Només així van poder xutar el tamboret de sota».
Ella i els seus dos camarades van ser penjats en públic el 26 d'octubre de 1941, davant de la destil·leria Minsk Kristall, situada al carrer Nizhne-Liàhovskaia (avui, carrer d'Oktiàbrskaia, 15) de Minsk. Les autoritats nazis alemanyes no van permetre que les víctimes fossin despenjades i enterrades durant tres dies per tal que els cadàvers es mostressin com a advertència a altres antifeixistes, jueus i comunistes. La seqüència de la seva mort va ser fotografiada pels alemanys, imatges que posteriorment van ser exhibides durant els Judicis de Nuremberg. Olga Fiódorovna Sxerbàtsevitx, mare de Vladímir «Volodia» Ivànovitx Sxerbàtsevitx, va ser penjada el mateix dia que el seu fill amb altres deu membres de la resistència, enfront de l'actual Acadèmia Nacional de Ciències de Belarús. Les execucions van ser dutes a terme per voluntaris del 2n Batalló del Servei Auxiliar de Policia de Lituània al comandament del col·laboracionista i criminal de guerra, el major Antanas Impulevičius. Fins on es tenen dades, Brúskina va ser la primera dona executada durant l'ocupació nazi en territori soviètic.

## Troballa fotogràfica
Durant els anys d'ocupació de Belarús, va haver-hi a Minsk un estudi fotogràfic del volksdeutsche (persona ètnicament alemany) Boris Werner, on els alemanys imprimien les seves fotografies. Entre juny de 1941 i 1944, Aleksei Serguéievitx Kozlovski va treballar en aquell estudi de revelatge fotogràfic. Al voltant de novembre de 1941 va rebre una cinta en la qual es va fotografiar l'execució del 26 d'octubre. L'empleat de l'estudi va guardar duplicats d'aquestes fotos i les va amagar en el soterrani de l'estudi dins d'una llauna com a rotllos d'aviació. Durant els anys d'ocupació de Minsk va aconseguir recol·lectar 287 fotos i les va lliurar imatges a les autoritats soviètiques després de l'alliberament de la ciutat. A més de la utilització de les fotografies durant els Judicis de Nuremberg, també s'exhibeixen en el Museu estatal belarús de la Gran Guerra Patriòtica.

## Identificació i record
El nom de Kiril Ivànovitx Trússov es va identificar ràpidament després que la seva esposa, Aleksandra Vladímirovna Trússov, el reconegués quan la fotografia va aparèixer en els periòdics. El jove Volodia Sxerbàtsevitx va ser identificat a mitjan dècada de 1960 gràcies als esforços de les recerques de la 30a Escola Secundària de Minsk. Per un decret del Presídium del Soviet Suprem de l'URSS del 10 de maig de 1965, Trússov i Sxerbàtsevitx van rebre pòstumament l'Orde de la Guerra Patriòtica de primer grau. La jove de les fotografies va romandre durant molt de temps (i així figurava en els documents) com a desconeguda.
Durant dècades després de la guerra es va fer referència oficial a Brúskina únicament com a «la noia desconeguda», suposadament a causa de l'antisemitisme de les autoritats soviètiques. La seva identificació va ser costosa perquè la majoria dels seus familiars i amics havien estat assassinats al gueto de Minsk. Fins al 2009, el nom de Brúskina no va ser reconegut a la placa commemorativa del lloc d'execució mitjançant la col·locació d'una de nova amb la inscripció en rus: «Aquí, el 26 d'octubre de 1941, els feixistes executaren als patriotes soviètics K.I. Trússov, V.I. Sxerbàtsevitx i M.B. Brúskina». A més, a Israel, es va erigir un monument en honor seu a HaKfar HaYarok i un carrer porta el seu nom a Jerusalem.

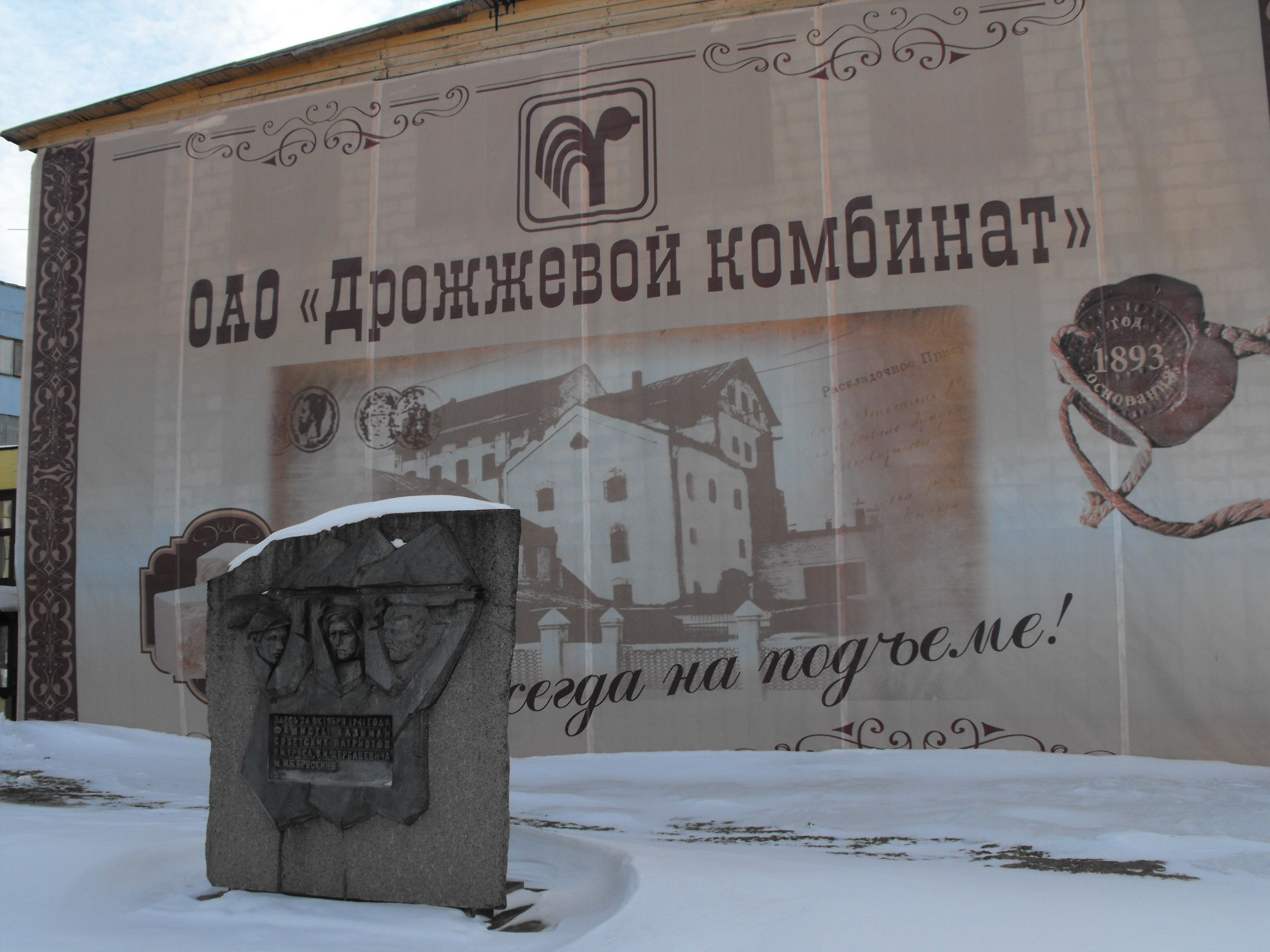
Un cartell commemoratiu a l'entrada del lloc d'execució dels tres partisans a Minsk.
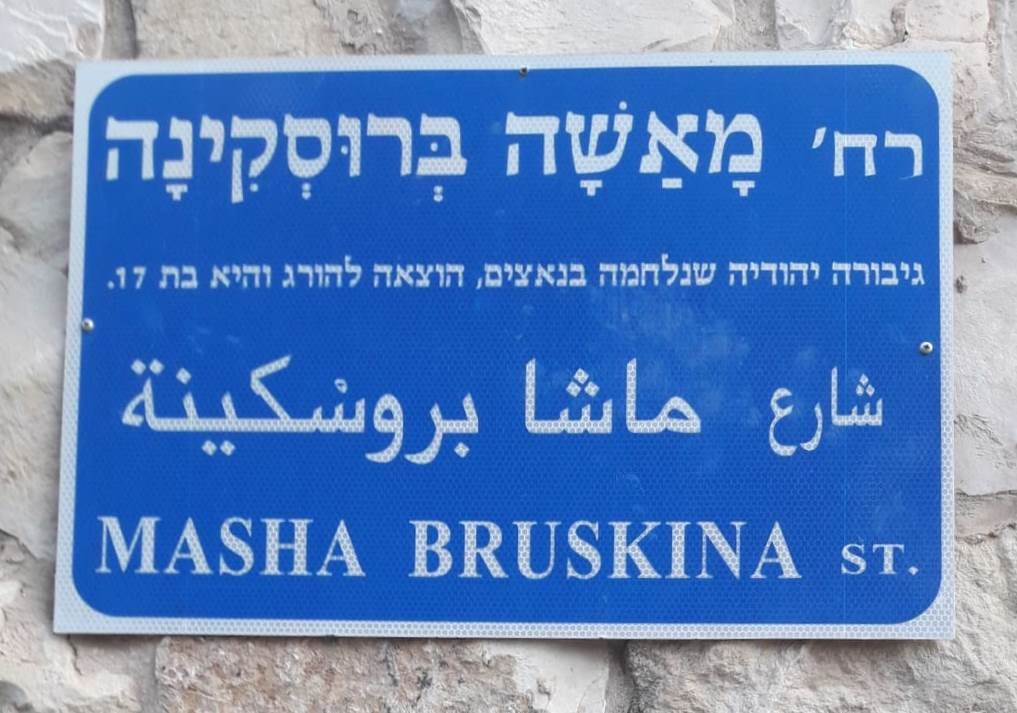
Carrer amb el seu nom a la zona de Pisgat Zeev, Jerusalem.
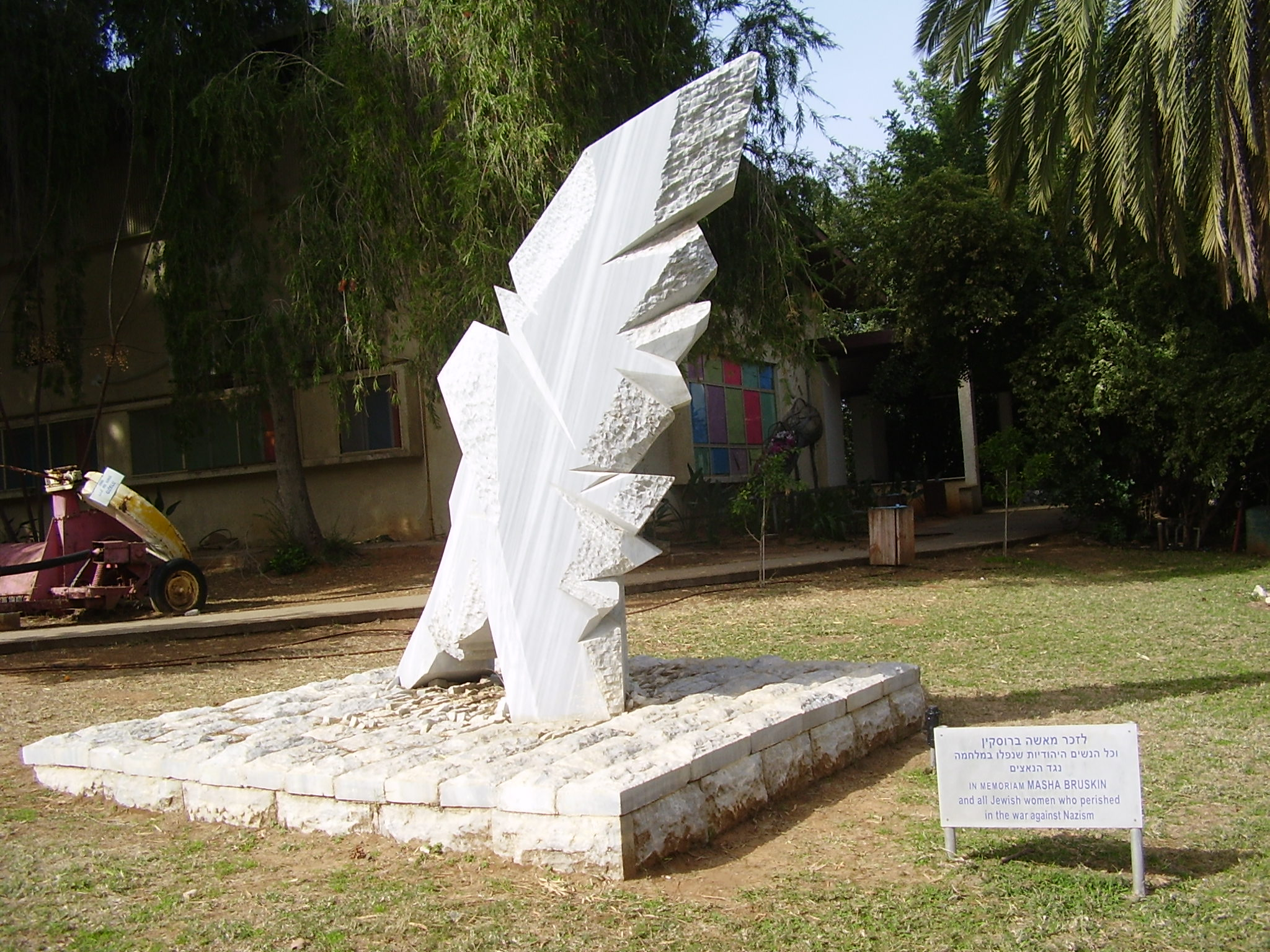
Monument a Brúskina i altres dones jueves que van lluitar contra els nazis, a Kfar HaYarok, Israel.